# International Music Score Library Project
International Music Score Library Project (IMSLP; dansk: International Partiturbiblioteksprojekt) er et projekt som stræber efter at skabe et virtuelt bibliotek bestående af noder som er almindelig ejendom. Projektet er baseret på wikiprincipet. Siden projektet blev lanceret den 16 februar 2006, er over 42 000 noder (fordelt på mere end 19 000 værker og 2 500 komponister) lagt op på hjemmesiden (pr. januar 2009), hvilket placerede IMSLP blandt de største af sin slags på nettet. Projektet bruger MediaWiki.